# B-teoria do tempo
A B-teoria do tempo é o nome dado a uma das duas posições sobre filosofia do tempo. B-teóricos argumentam que o fluxo do tempo é uma ilusão, onde o passado, presente e futuro ostentam uma igualdade de realidade, e que o tempo é eterno. Isto significaria que a transformação temporal não é uma característica objetiva da realidade.
A B-teoria recorre com frequência à física teórica, embasando-se em investigações neste campo para fundamentar sua argumentação,além de se debruçar sobre teorias como o eternismo.

## Origem
Os rótulos, A-teoria e B-teoria, são derivadas da análise de tempo e da mudança desenvolvida pelo filósofo de Cambridge J.M.E. McTaggart em "The Irreality of Time" (1908), em que os eventos são ordenados através de uma tensa A-série ou uma eterna B-série não-tensa. A-série está intimamente relacionada com o presentismo enquanto a B-série está intimamente relacionada com o eternalismo.
Eventos (ou "tempos"), como McTaggart observa, podem ser caracterizados de duas maneiras distintas, mas relacionados. Por um lado, eles podem ser caracterizados como passado, presente ou futuro, normalmente indicados nas línguas naturais como o Inglês pela flexão verbal de tempos ou modificadores adverbiais auxiliares. Alternativamente, os eventos podem ser descritos como mais cedo do que, ou simultâneos com, ou mais tarde do que os outros. Os filósofos estão divididos sobre se o modo tenso ou não-tenso de expressar o fato temporal é fundamental. [2] Alguns filósofos têm Criticado teorias híbridas, onde se tem uma visão não-tensa de tempo, mas afirma que o presente tem propriedades especiais, como caindo na falta do paradoxo de McTaggart. 
O debate entre A-teóricos e B-teóricos é a continuação de uma disputa metafísica que remonta aos antigos filósofos gregos Heráclito e Parmênides.   Parmênides pensava que a realidade é atemporal e imutável.  Heráclito, em contraste , acredita que o mundo é um processo de mudança incessante, em fluxo e decadência.  a Realidade para Heráclito era dinâmica e efêmera. Na verdade, o mundo é tão fugaz, de acordo com Heráclito, que é impossível entrar duas vezes no mesmo rio.  As questões metafísicas que continuam a dividir A-teóricos e B-teóricos dizem respeito à realidade do passado, a realidade do futuro, e do estatuto  ontológico do presente.

## B-teoria na Metafísica
A diferença entre A-teóricos e B-teóricos é frequentemente descrita como uma disputa sobre a passagem de tempo ou "tornar-se" e "progredir". B-teóricos afirmam que esta noção é puramente psicológica.  Muitos A-teóricos argumentam que, para rejeitar o temporal "tornar-se", B-teóricos rejeitam uma característica mais vital e distintiva do tempo.  É comum (embora não universal) identificar pontos de vista de A-teóricos como a "crença na passagem temporal". 
B-teóricos como D.H. Mellor  e J.J.C. Smart  desejam eliminar o que todos falam sobre o passado, presente e futuro em favor de um ordenamento não-tenso de eventos, acreditando que o passado, presente e futuro, são igualmente reais, opondo-se a ideia de que eles são fundações irredutíveis da temporalidade. B-teóricos também argumentam que o passado, presente e futuro tem características muito diferentes em deliberação e reflexão. Por exemplo, nos  lembramos do passado e antecipamos o futuro, mas não vice-versa. B-teóricos afirmam que o fato de que sabemos muito menos sobre o futuro simplesmente reflete uma diferença  epistemológica entre o futuro e o passado: o futuro não é menos real do que o passado; só sabemos menos sobre isso. 

## B-teoria na Física Teórica
A B-teoria do tempo tem recebido o apoio da comunidade física.   Isto é provavelmente devido à sua compatibilidade com a física, e que muitas teorias, como a  relatividade especial, o modelo de ADD e a cosmologia brana, apontam para uma teoria de tempo, semelhante a B-teoria. 
Na relatividade especial, a relatividade da simultaneidade mostra que não há nenhum presente original, e que cada ponto no universo pode ter um conjunto diferente de eventos que estão em seu momento presente.
Muito da relatividade especial está agora comprovando previsões contra-intuitivas, como a contração do comprimento e a dilatação do tempo, são resultados disto. A Relatividade da simultaneidade implica Eternalismo (e, portanto, uma B-teoria do tempo), onde o presente para diferentes observadores é uma fatia de tempo do universo de  quatro dimensões. Isso é demonstrado no argumento de Rietdijk-Putnam e, adicionalmente, em uma forma avançada de este argumento chamado de paradoxo de Andromeda, criada pelo físico matemático Roger Penrose. 
É, por conseguinte, comum (embora não universal), para B-teóricos serem quatro dimensionalistas, isto é, acreditar que os objetos se estendem no tempo, bem como no espaço e, portanto, são temporais, bem como partes espaciais. Isso às vezes é chamada de "ontologia de fatias de tempo". 

## Oposição
Em "Presentism and the Space-Time Manifold", Dean Zimmerman observa que A-teoria é "quase certamente uma opinião minoritária entre os filósofos", enquanto B-teoria tem "conseguido ampla aceitação". Apesar disso ainda há uma série de filósofos que mantêm oposição para a B-teoria, em quase todos os casos, mostrando suporte para A-teoria, argumentando que B-teoria está sobrecarregada com os problemas filosóficos.

### Irredutibilidade da tensão
No início, B-teóricos argumentavam que se poderiam usar paráfrases (como "o sol está agora brilhando") em frases não-tensas (como "em 28 de Setembro, o sol brilha") sem perder o sentido tenso.   Mais tarde, B-teóricos argumentavam que as sentenças não-tensas poderiam dar as condições de verdade das frases tensas ou suas fichas. [21]  Quentin Smith afirma que o "agora" não pode ser reduzido a descrições de datas e horários, porque todas as descrições de data e hora, e portanto, condicionais verdade, estão em relação a determinados eventos. Frases tensas, por outro lado, não têm tais condicionais de verdade.  O B-teórico poderia argumentar que "agora" é redutível a uma frase reflexiva como "simultâneo com este enunciado", Smith ainda afirma que, mesmo em tal argumento, não consegue eliminar a tensão. Pode-se pensar na afirmação "Eu não estou falando nada agora", e tal afirmação seria verdade. A declaração "Eu não estou falando nada simultâneo com este enunciado" é contraditória, e não pode ser verdade mesmo quando se pensa no comunicado.  Finalmente, enquanto as declarações tensas possam expressar valores de verdades independentes, nenhuma declaração reflexiva pode fazê-lo (por definição do termo "reflexiva").  Quentin Smith afirma que os defensores atuais da B-teoria argumentam que a incapacidade de traduzir frases tensas em frases não-tensas não prova a A-teoria do tempo .
O Lógico e Filósofo Arthur Prior (criador da lógica tensa) também estabeleceu uma distinção entre o que ele chama de A-fatos e B-fatos. Estes últimos são fatos sobre relações não-tensas, como o fato de que o ano de 2025 está a 25 anos mais tarde do que o ano 2000. Os A-fatos são tensos, tais como a idade Jurássica estar no passado, ou o fim do universo estar no futuro. Mas antes pede ao leitor que imagine ter uma  dor de cabeça, e depois a dor de cabeça desaparecer, dizendo que "graças a Deus isso acabou". Antes, argumenta que a B-teoria não pode fazer o sentido desta frase. Parece bizarro ser grato que uma dor de cabeça seja mais cedo do que a própria palavra, mais do que ser grato que a dor de cabeça estar mais tarde do que um de enunciado. Na verdade, a maioria das pessoas que dizem que "graças a Deus que isso acabou" nem sequer pensam em seu próprio enunciado. Portanto, quando as pessoas dizem "graças a Deus isso acabou", elas são gratas por um A-fato, e não por um fato-B. No entanto, A-fatos só são possíveis na A-teoria do tempo. 

### EndurantismoePerdurantismo
Os opositores também alegam que a B-teoria é incapaz de explicar a persistência de objetos. As duas principais explicações para esse fenômeno são o endurantismo e o perdurantismo. Os antigos estados que um objeto vai estar totalmente presente em cada momento da sua existência. Este afirma que os objetos são estendidos no tempo e, portanto, têm partes temporais  . Hales e Johnson explicam o endurantismo da seguinte forma: "Algo é um objeto duradouro só se estiver totalmente presente em cada momento em que ele existe. Um objeto está totalmente presente em um momento se todas as suas partes co-existir nesse momento".  De acordo com o endurantismo, todos os objetos têm de existir como totalidades em cada ponto no tempo. No entanto, um objeto, tal como uma fruta podre, terão a propriedade de ser não podre um dia e estar podre na outra. No eternalismo, e, portanto, na B-teoria, parece estar comprometida com os dois estados conflitantes para o mesmo objeto. [28] O espaço-tempo da interpretação (minkowskiana) da relatividade acrescenta um problema adicional para o endurantismo sob a B-teoria. Sobre a interpretação do espaço-tempo, um objeto pode aparecer como um todo em seu quadro de repouso. Em uma inercial, no entanto, mesmo que um objeto tenham partes apropriadas nas posições diferentes, por conseguinte terá partes diferentes em tempos diferentes. Por isso, não existirá como um todo, em qualquer ponto no tempo, contrariando a tese de endurantismo. 
Os opositores, então, cobram o perdurantismo com tendo inúmeras dificuldades próprias. Em primeiro lugar, é controverso se o perdurantismo puder ser formulado de forma coerente. Um objeto é definido como um conjunto de partes espaço-temporais, que são definidos como peças de um objeto perene. Se os objetos têm partes temporais, isso leva a dificuldades. Por exemplo, o argumento de discos rotativos pedem ao leitor a imaginar um mundo que contém nada mais do que um disco giratório homogêneo. Sob o endurantismo, o mesmo disco perdura apesar de que ele está girando. O perdurantista supostamente tem um tempo difícil ao explicar o que isso significa para tal um disco ter um estado determinado de rotação.  partes temporais também parecem agir ao contrário de partes físicas. Um pedaço de giz pode ser dividido em duas metades físicas, mas parece absurdo falar de dividi-lo em duas metades temporais.   Peter Van Inwagen pede ao leitor que considere Descartes como um objeto de quatro  dimensões que se estende desde 1596 a 1650. Se  Descartes tivesse vivido uma vida muito mais curta, isso o faria ter um conjunto radicalmente diferente de partes temporais. Esta diminuição da vida de Descartes, argumenta ele, não poderia ter sido a mesma pessoa dado o perdurantismo, já que suas extensões temporais e peças são tão diferentes. 